# BE (álbum de Beady Eye)
BE é o segundo álbum de estúdio da banda britânica de rock Beady Eye, lançado em 10 de junho de 2013. Este disco estreou na segunda posição dos mais vendidos na Inglaterra na sua primeira semana de vendas.
O primeiro single deste álbum foi a canção "Second Bite of the Apple", lançado em maio de 2013.

## Faixas
Todas as letras escritas por Liam Gallagher, Andy Bell e Gem Archer. 
| N.º | Título                     | Duração |  |
| 1.  | "Flick of the Finger"      | 3:46    |  |
| 2.  | "Soul Love"                | 5:10    |  |
| 3.  | "Face the Crowd"           | 4:00    |  |
| 4.  | "Second Bite of the Apple" | 3:28    |  |
| 5.  | "Soon Come Tomorrow"       | 4:58    |  |
| 6.  | "Iz Rite"                  | 3:26    |  |
| 7.  | "I'm Just Saying"          | 3:45    |  |
| 8.  | "Don't Brother Me"         | 7:30    |  |
| 9.  | "Shine a Light"            | 5:04    |  |
| 10. | "Ballroom Figured"         | 3:31    |  |
| 11. | "Start Anew"               | 4:29    |  |

## Tabelas musicais
| Paradas (2013)     | Melhor posição |
| ------------------ | -------------- |
| Alemanha           | 29             |
| Áustria            | 26             |
| Bélgica (Flanders) | 23             |
| Bélgica (Valônia)  | 40             |
| Escócia            | 1              |
| Espanha            | 28             |
| Finlândia          | 37             |
| Japão              | 10             |
| França             | 101            |
| Irlanda            | 4              |
| Itália             | 11             |
| Países Baixos      | 37             |
| Suécia             | 36             |
| Suíça              | 17             |
| Reino Unido        | 2              |